# 반점가시나무쥐
반점가시나무쥐(Pattonomys semivillosus)는 가시쥐과에 속하는 남아메리카 설치류의 일종이다. 콜롬비아 북부와 베네수엘라에서 발견된다. 대상림과 건조림에서 서식한다. 먹이는 과일과 씨앗 등이다.